# داني كوكس
داني كوكس (31 يوليو 1992 في المملكة المتحدة - ) (بالإنجليزية: Danny Cox)‏ هو لاعب كريكت بريطاني. لعب مع Herefordshire County Cricket Club ‏ وLoughborough MCC University ‏.

## وصلات خارجية
- داني كوكس على موقع إي آس بي آن كريك إنفو (الإنجليزية)